# Mapinguari longipetiolatus
Mapinguari longipetiolatus är en orkidéart som först beskrevs av Oakes Ames och Charles Schweinfurth, och fick sitt nu gällande namn av Germán Carnevali och R.B.Singer. Mapinguari longipetiolatus ingår i släktet Mapinguari och familjen orkidéer. Inga underarter finns listade i Catalogue of Life.